# Доње Бријање
Доње Бријање је насељено место града Лесковца у Јабланичком округу. Према попису из 2022. било је 1002 становника.
У овом месту се налази фудбалски клуб Слобода, који се тренутно такмичи у међуопштинској јабланичкој лиги, шестом такмичарском нивоу српског фудбала.

## Демографија
У насељу Доње Бријање живи 1146 пунолетних становника, а просечна старост становништва износи 39,3 година (38,8 код мушкараца и 39,8 код жена). У насељу има 390 домаћинстава, а просечан број чланова по домаћинству је 3,81. 
Ово насеље је углавном насељено Србима, а у последња три пописа, примећен је пад у броју становника.
|             | \| Демографија[1] \| Демографија[1] \| Демографија[1] \| \| Година \| Становника \| Становника \| \| -------------- \| -------------- \| -------------- \| \| 1948. \| 1.526 \| \| \| 1953. \| 1.604 \| \| \| 1961. \| 1.639 \| \| \| 1971. \| 1.682 \| \| \| 1981. \| 1.673 \| \| \| 1991. \| 1.620 \| 1.584 \| \| 2002. \| 1.487 \| 1.574 \| \| 2011. \| 1.283 \| \| \| 2022. \| 1.002 \| \| |            |
| Демографија | |            |
| Година      | Становника | Становника |
| 1948.       | 1.526 |            |
| 1953.       | 1.604 |            |
| 1961.       | 1.639 |            |
| 1971.       | 1.682 |            |
| 1981.       | 1.673 |            |
| 1991.       | 1.620 | 1.584      |
| 2002.       | 1.487 | 1.574      |
| 2011.       | 1.283 |            |
| 2022.       | 1.002 |            |

| Етнички састав према попису из 2002.‍ | Етнички састав према попису из 2002.‍ | Етнички састав према попису из 2002.‍ | Етнички састав према попису из 2002.‍ | Етнички састав према попису из 2002.‍ |
| ------------------------------------ | ------------------------------------ | ------------------------------------ | ------------------------------------ | ------------------------------------ |
|                                      |                                      |                                      |                                      |                                      |
| Срби                                 | Срби                                 |                                      | 1.336                                | 89,84%                               |
| Роми                                 | Роми                                 |                                      | 143                                  | 9,61%                                |
| Македонци                            | Македонци                            |                                      | 4                                    | 0,26%                                |
| Руси                                 | Руси                                 |                                      | 2                                    | 0,13%                                |
| Украјинци                            | Украјинци                            |                                      | 1                                    | 0,06%                                |
| непознато                            | непознато                            |                                      | 0                                    | 0,0%                                 |